# ハーフ・ホース,ハーフ・ミュージシャン
『ハーフ・ホース，ハーフ・ミュージシャン』(half・horse・half・musician)
1999年発表のショーン・レノンのミニ・アルバム。

## 収録曲
1. キュー（ラジオ・ミックス） - Queue (Radio Mix)
2. スペースシップ（ラジオ・ミックス） - Spaceship (Radio Mix)
3. ドリーム - Dream
4. ハート&ラング（テキサス・モーテル・ヴァージョン） - Heart & Lung (Texas Motel Version)
5. 5/8 - 5-8
6. ピラミッド - Pyramid
7. ハピネス（オン・ザ・バス・ヴァージョン） - Happiness (On the Bus Version)
8. イントゥ・ザ・サン（ムーグ・リミックス） - Into the Sun (Moog Remix)